# Toulouse-le-Château
Toulouse-le-Château är en kommun i departementet Jura i regionen Bourgogne-Franche-Comté i östra Frankrike. Kommunen ligger i kantonen Sellières som tillhör arrondissementet Lons-le-Saunier. År 2022 hade Toulouse-le-Château 209 invånare.

## Befolkningsutveckling
Antalet invånare i kommunen Toulouse-le-Château
Referens:INSEE